# Мина Пиркитас
Мина Пиркитас (шп. Mina Pirquitas) је насељено место и истоимена општина у провинцији Хухуј у Аргентини, у округу Ринконада, удаљен 355 km од главног града Хухуја. До њега се стиже провинцијским путевима 7 и RP 70 (138 km) из града Абра Пампе.
Са сталним пребивалиштима на 4 340 m (14.240 стопа) надморске висине, то је највише стално насељено аргентинско насеље.